# 8130 Seeberg
8130 Seeberg este o planetă minoră (asteroid), cu un diametru de 23,617 km, din centura de asteroizi. A fost descoperită pe 27 februarie 1976 la Thüringer Landessternwarte Tautenburg⁠(d) de Freimut Börngen și a fost numită după Observatorul Gotha⁠(d). 
Obiectul prezintă o orbită caracterizată de o semiaxă mare de 3,9994764 UAi, o excentricitate de 0,13, o înclinație de 5,96214 ° în raport cu ecliptica.